# Östra Jerusalem

Karta över Östra Jerusalem.

Östra Jerusalem är den del av staden Jerusalem som 1948 kom under jordansk kontroll.  I denna del finns bland annat Gamla Jerusalem och några av kristendomens, islams och judendomens heligaste platser såsom Tempelberget, Västra muren ("Klagomuren”), Al-Aqsamoskén och Heliga gravens kyrka. Området erövrades av Israel under Sexdagarskriget 1967. 